# Teboho Mokoena (futbolista nacido en 1974)
Teboho Mokoena (Thokoza, Gauteng, Sudáfrica; 10 de julio de 1974) es un exfutbolista sudafricano. Jugaba como mediocampista y su último equipo fue el Mpumalanga Black Aces de la Premier Soccer League.

## Selección nacional
Ha sido internacional con la Selección de fútbol de Sudáfrica en 28 partidos internacionales, marcando cinco goles.

### Participaciones en Copas del Mundo
| Mundial                        | Sede                  | Resultado    | Partidos | Goles |
| ------------------------------ | --------------------- | ------------ | -------- | ----- |
| Copa Mundial de Fútbol de 2002 | Corea del Sur y Japón | Primera fase | 3        | 1     |

## Clubes
| Club                  | País      | Año         |
| --------------------- | --------- | ----------- |
| Dangerous Aces        | Sudáfrica | 1996 - 1998 |
| Jomo Cosmos           | Sudáfrica | 1998 - 2001 |
| FC St. Gallen         | Suiza     | 2001 - 2002 |
| Jomo Cosmos           | Sudáfrica | 2002 - 2004 |
| Mamelodi Sundowns     | Sudáfrica | 2004 - 2005 |
| Jomo Cosmos           | Sudáfrica | 2005 - 2006 |
| Bidvest Wits          | Sudáfrica | 2006 - 2008 |
| Mpumalanga Black Aces | Sudáfrica | 2009 - 2010 |